# Torre Jaume I
Pour les articles homonymes, voir Jaume.
Ne doit pas être confondu avec Jaume I (métro de Barcelone).
Torre Jaume I est une grande tour de treillis de 107 mètres à Barcelone, d'aspect similaire à la tour radio de Berlin.
C'est à la fois un pylône et une gare intermédiaire du téléphérique qui survole le port de Barcelone, de Montjuïc à La Barceloneta, et aboutit à la Torre Sant Sebastià.

## Histoire
La Torre Jaume I a été construite en 1931 par la société Material para ferrocarriles y construcciones.
Durant la guerre d'Espagne, le téléphérique est arrêté. La tour sert de mirador stratégique.
Elle est aujourd'hui une attraction touristique du port de Barcelone.